# Jordan Peele
Jordan Peele (Nova Iorque, 21 de fevereiro de 1979) é um cineasta, roteirista, produtor, ator e comediante norte-americano, mais conhecido por ter feito parte do elenco do MADtv e por ter escrito e dirigido Get Out, cujo roteiro lhe rendeu um Oscar de melhor roteiro original em 2018, tornando-o o primeiro negro a receber o prêmio na categoria.
Depois de aparecer por cinco temporadas como membro do elenco da série Mad TV (2003–08), Peele co-produziu e co-estrelou com Keegan-Michael Key na série de comédia: Key & Peele (2012–15). Em 2014, ele teve uma participação na série do Canal FX Fargo. Peele também co-criou a série de comédia da TBS The Last OG (2018 – presente) e a série de comédia do YouTube Premium Weird City (de 2019 até o presente). Ele também atuou como apresentador e produtor da série antologia CBS All Access The Twilight Zone (2019 – presente).
No cinema, Peele estrelou os filmes de comédia Wanderlust (2012), Keanu (2016), Cegonhas: A História que não te Contaram (2016) e Toy Story 4 (2019). A estreia na direção de Peele foi em 2017 com o filme de terror Get Out, que foi aclamado pela crítica e foi um sucesso de bilheteria. Ele recebeu inúmeros elogios, incluindo o Oscar de Melhor Roteiro Original, juntamente com indicações para Melhor Filme e Melhor Diretor. Peele recebeu sua segunda indicação ao Oscar de Melhor Filme por produzir BlacKkKlansman, de Spike Lee (2018). Ele então escreveu, produziu e dirigiu o filme de terror Us (2019). Ele é o fundador da produtora de cinema e televisão Monkeypaw Productions.
Em 2017, Peele foi incluído na lista anual Time 100 das pessoas mais influentes do mundo.

## Filmografia

### Como Diretor, Roteirista e Produtor
| Ano  | Título         | Diretor | Roteirista | Produtor |
| ---- | -------------- | ------- | ---------- | -------- |
| 2016 | Keanu          |         | Sim        | Sim      |
| 2017 | Get Out        | Sim     | Sim        | Sim      |
| 2018 | BlacKkKlansman |         |            | Sim      |
| 2019 | Us             | Sim     | Sim        | Sim      |
| 2021 | Candyman       |         | Sim        | Sim      |
| 2022 | Nope           | Sim     | Sim        | Sim      |
| 2022 | Wendell & Wild |         | Sim        | Sim      |

#### Como ator
| Ano  | Título                                   | Papel                          |
| ---- | ---------------------------------------- | ------------------------------ |
| 2008 | Boner Boyz!                              | D-Rock Peppers                 |
| 2010 | 3B                                       | Rob                            |
| 2010 | Little Fockers                           | EMT                            |
| 2012 | Wanderlust                               | Rodney Wilson                  |
| 2013 | The Sidekick                             | Sidecar Willy                  |
| 2016 | Keanu                                    | Rell "Techtonic" e Oil Dresden |
| 2016 | Storks                                   | Beta Wolf (voz)                |
| 2017 | Get Out                                  | Narrador (vozes)               |
| 2017 | Captain Underpants: The First Epic Movie | Melvin Sneedly (voz)           |
| 2019 | Horror Noire: A History of Black Horror  | Ele Mesmo                      |
| 2019 | Us                                       | Narrador (vozes)               |
| 2019 | Toy Story 4                              | Bunny (voz)                    |
| 2022 | The Bob's Burgers Movie                  | Fanny (voz)                    |
| 2022 | Wendell & Wild                           | Wild (voz)                     |
| 2022 | Abruptio                                 | Danny (voz)                    |

## Prêmios e indicações
Jordan Peele foi indicado para quatro Oscars: Melhor Filme, Melhor Diretor e Melhor Roteiro Original por Get Out (2017), vencendo o último, e outra indicação de Melhor Filme para BlacKkKlansman (2018). Ele também foi indicado para dois British Academy Film Awards, dois Globos de Ouro, e ganhou um Prémios Emmy do Primetime.